# Kinley Gibson
Kinley Gibson, née le 16 janvier 1995 est une coureuse cycliste canadienne, spécialiste des épreuves d'endurance sur piste. Sur route, elle est membre de l'équipe The Cyclery.

## Palmarès sur piste

### Championnats du monde
- Apeldoorn 2018
  - 15e de la poursuite individuelle[1]
- Pruszków 2019
  - Abandon lors de l'américaine

### Championnats du monde juniors
- Glasgow 2013
  -  Médaillée d'argent du scratch juniors

### Coupe du monde
- 2016-2017
  - 3e de la poursuite par équipes à Cali
- 2017-2018
  - 1re de la poursuite par équipes à Milton (avec Ariane Bonhomme, Annie Foreman-Mackey et Allison Beveridge)
  - 2e de la poursuite par équipes à Pruszków
- 2018-2019
  - 3e de la poursuite par équipes à Berlin
- 2019-2020
  - 3e de la poursuite par équipes à Milton

### Championnats panaméricains
- Aguascalientes 2016
  -  Championne panaméricaine de poursuite par équipes (avec Jasmin Glaesser, Ariane Bonhomme et Jamie Gilgen)
- Couva 2017
  -  Championne panaméricaine de poursuite par équipes (avec Devaney Collier, Ariane Bonhomme et Meghan Grant)
  -  Médaillée d'argent de la poursuite individuelle
- Cochabamba 2019
  -  Médaillée de bronze du scratch

### Championnats nationaux
- Championne du Canada de poursuite : 2016 et 2017
- Championne du Canada de poursuite par équipes : 2018
- Championne du Canada de course aux points : 2018

## Palmarès sur route
- 2013
  -  Championne du Canada sur route juniors
  -  Championne du Canada du critérium juniors
  - 3e du championnat du Canada du contre-la-montre juniors
  - 9e du championnat du monde du contre-la-montre juniors
- 2016
  -  Championne du Canada du critérium